# Castillo de Vilasacra
El Castillo de Vilasacra o Castillo Palacio del Abad es un antiguo monasterio que se encuentra situado en el pueblo de Vilasacra en la comarca del Alto Ampurdán.
Era un monasterio que pertenecía a la orden benedictina de San Pedro de Roda.
Se ha rehabilitado y desde 2011 acoge el Ayuntamiento.